# Басеги (хребет)
Басе́ги — горный хребет на Среднем Урале в Пермском крае, Россия, в междуречье рек Усьвы и Вильвы (бассейн Камы). Длина хребта — около 30 км, высота — до 994,7 м (гора Средний Басег) — самая высокая часть западного Среднего Урала.
Хребет сложен слюдистыми кварцитами, филлитами и другими метаморфическими породами ордовикского возраста. Склоны покрыты таёжным лесом (ель, пихта), на вершинах горная тундра, подгольцовые редколесья, каменные россыпи и причудливые останцы.
Живописные пейзажи Басегов и близость горы Ослянки (наивысшая точка Среднего Урала) привлекают туристов. На отрогах хребта с 1 октября 1982 работает заповедник Басеги.